# Cabíries
|  | Per a altres significats, vegeu «Cabíria (desambiguació)». |

Les Cabíries (en grec antic: Kαβείρια, Kabeíria) eren un festival de caràcter mistèric de l'antiga Grècia que se celebrava a les ciutats on eren adorats els Cabirs, unes divinitats dels pelasgs. Era especialment important a Samotràcia, on hi havia el temple més important, i també a Imbros, Lemnos, Tebes, Antèdon, Pèrgam i Berit; segons Estrabó, també se celebrava en una illa de Britànnia. Els pelasgs dedicaven una dècima part de les seves collites als Cabirs.
Els seus ritus són desconeguts, car, en tant que misteris, no es podien revelar, però se sap que causaven indignació als atenesos probablement per les seves celebracions orgiàstiques. Les festes se celebraven en qualsevol moment entre maig i setembre, però hi havia una gran celebració especial el mes d'agost. La principal celebració es feia cada any a Samotràcia, el misteri de Samotràcia, que duraven nou dies i els que hi participaven eren purificats dels seus crims anteriors per uns hierofantes o sacerdots especials, i hi ha testimonis que es feia una mena de confessió pública. Sembla que les dones i els nens també participaven en les cerimònies. Els sacerdots dansaven, i pels autors romans eren qualificats de salii. Els iniciats, segons Apol·loni de Rodes, portaven una cinta porpra entorn de la cintura i un amulet que els protegia dels perills de les tempestes a la mar. A Lemnos la festa es feia de nit, i durava també 9 dies en els quals tots els focs de l'illa eren apagats i s'oferien sacrificis als morts; el foc s'encenia quan retornava el vaixell que havia portat ofrenes a Delos, i se celebraven banquets. Aquesta festa va entrar en decadència i va desaparèixer molt aviat.